# KrAZ-214
KrAZ-214 – radziecki sześciokołowy wojskowy samochód ciężarowy o ładowności 7,0 t, opracowany przez przedsiębiorstwo KrAZ w drugiej połowie lat 50. XX wieku. Ciężarówki te były używane w Armii Radzieckiej.
Pojazd przeznaczony jest do transportu ładunków i ludzi w każdym terenie.

## Dane techniczne

### Silnik
- R6 6,97 l (6970 cm³) JaAZ-206
- Moc maksymalna: 205 KM przy 2000 obr./min
- Maksymalny moment obrotowy: 765 Nm przy 1300 obr./min

### Osiągi
- Prędkość maksymalna: 55 km/h (załadowany)
- Średnie zużycie paliwa: 42,0 l / 100 km

### Inne
- Przekładnia mechaniczna, 5-biegowa
- Koła: 15.00-20
- Ładowność: 7000 kg
- Prześwit: 360 mm